# William Shomali
William Shomali, né le 15 mai 1950 à Beit Sahour en Cisjordanie, est un évêque auxiliaire du Patriarcat latin de Jérusalem depuis 2010. Il est actuellement le vicaire général et vicaire patriarcal à Jérusalem et en Palestine.

## Biographie
En 1961, William Shomali entre au petit séminaire de Beit Jala. Après avoir terminé ses études en philosophie et en théologie, il est ordonné prêtre le 24 juin 1972. Shomali est ensuite nommé aumônier à Zarqa, et pasteur à Sheraton, en Jordanie. En 1980, il obtient un diplôme de troisième cycle en littérature anglaise à l'Université de Yarmouk, puis ultérieurement il est professeur et directeur du petit séminaire  de Beit Jala. En 1989, Shomali obtient un doctorat en études liturgiques à l'Athénée pontifical Saint-Anselme de Rome et travaille comme professeur de liturgie, vice-recteur et doyen d'études à la Faculté de philosophie et de théologie du grand séminaire de Beit Jala.
En 1998, il devient administrateur général et économiste du Patriarcat latin de Jérusalem. Shomali est nommé recteur du séminaire latin du patriarcat à Beit Jala en 2005. En 2009, il est nommé chancelier du Patriarcat latin de Jérusalem.
Le 31 mars 2010, le pape Benoît XVI nomme William Shomali évêque titulaire de Lydda et évêque auxiliaire dans le Patriarcat latin de Jérusalem. Il reçoit sa consécration épiscopale le 27 mai de la même année du Patriarche latin de Jérusalem, Fouad Twal, à Bethléem, ses coconsécrateurs étaient les deux évêques auxiliaires du Patriarcat latin de Jérusalem, Salim Sayegh (de) et Giacinto Boulos-Marcuzzo (de).
Le 8 février 2017, William Shomali est nommé vicaire patriarcal en Jordanie par l’archevêque Pierbattista Pizzaballa, administrateur apostolique du Patriarcat latin, succédant à l’évêque Maroun Lahham, qui avait démissionné deux jours plus tôt.
Le 2 juillet 2021, Pierbattista Pizzaballa, Patriarche latin de Jérusalem le nomme vicaire patriarcal à Jérusalem et en Palestine,